# Christian Stolte
Christian Joseph Stolte, est un acteur et un auteur dramatique américain, né le 16 octobre 1962 à Saint-Louis.
Il est principalement connu pour son rôle de Randy « Mouch » McHolland, un pompier, dans la série Chicago Fire.

## Biographie

### Carrière
Séries et films
Ses débuts au cinéma datent de 1992 et son rôle d'ambulancier dans le film de Howard Franklin, L'Œil public (The Public Eye).
Cantonné plutôt dans des rôles mineurs, soit sur grand écran, soit dans des séries télévisées, il incarne toutefois Keith Stolte, le gardien de prison de Fox River dans 18 épisodes (17 de la saison 1 et 1 de la saison 2) de Prison Break.
En 2009, Michael Mann lui confie le rôle de Charles Makley, gangster et braqueur de banques, dans le film Public Enemies. Cette même année, il figure au générique de Que justice soit faite (Law Abiding Citizen), aux côtés de Gerard Butler et Jamie Foxx.
Depuis 2012, il est au casting principal de la série Chicago Fire dans le rôle du pompier Randy « Mouch » McHolland, aux côtés de Taylor Kinney et Jesse Spencer. La série est diffusée sur NBC.
Théâtre
Christian Stolte est l'auteur d'une pièce de théâtre, Canus Lunis Balloonis, jouée au théâtre A Red Orchid Theatre de Chicago, lors de la saison 1995-1996.

## Filmographie
- 1992 : L'Œil public (The Public Eye), de Howard Franklin : l'ambulancier
- 1998 : Love Therapy (Saison 1, épisode 7 : L'Indifférente et l'Apprenti dragueur (Pick-Up Schticks)) : Elvis
- 1999 : Hypnose (Stir of Echoes), de David Koepp : le policier à la gare
- 1999 : Demain à la une (Early Edition)  (Saison 4, épisode 3 : Visite surprise (Take Me out to the Ballgame) : Bradley
- 2000 : Le Frère 2 (Брат 2), de Alekseï Balabanov : le policier dans un village ukrainien
- 2001 : Novocaïne (Novocaine), de David Atkins : le surveillant au tribunal
- 2001 : Ali, de Michael Mann : le policier de Miami
- 2002 : Les Sentiers de la perdition (Road to Perdition), de Sam Mendes : l'associé de John Rooney
- 2006 : L'Incroyable Destin de Harold Crick (Stranger than Fiction),  de Marc Forster : le père d'un jeune garçon
- 2006 : La Mort du président (Death of a President), de Gabriel Range : John Rucinski
- 2006 : Urgences (ER) (Saison 13, épisode 10) : Pas de secrets (Tell Me No Secrets…) : le chauffeur
- 2005 à 2007 : Prison Break (18 épisodes) : Keith Stolte, le gardien de prison de Fox River
- 2007 : Déjà mort (Already Dead), de Joe Otting : voix
- 2008 : The Promotion, de Steve Conrad : voix du 2e joueur de banjo
- 2008 : The Lucky Ones, de Neil Burger : le sergent de police
- 2008 : Jeux de dupes (Leatherheads), de George Clooney : Pete
- 2008 : Were the World Mine, de Tom Gustafson : Driskill
- 2008 : The Express, de Gary Fleder : Dan Boyle
- 2009 : The Beast (Saison 1, épisode 6 : L'Apôtre de la paix (Hothead)) : Sullivan
- 2009 : Public Enemies, de Michael Mann : Charles Makley
- 2009 : Que justice soit faite (Law Abiding Citizen), de F. Gary Gray : Clarence Darby
- 2010 : Ca$h de Stephen Milburn Anderson : le directeur commercial automobile
- 2010 : Freddy : Les Griffes de la nuit (A Nightmare on Elm Street), de Samuel Bayer : le père de Jesse Braun
- depuis 2012 : Chicago Fire : Randy « Mouch » McHolland (rôle principal)

## Œuvre théâtrale
- Canus Lunis Balloonis, 1995-1996, A Red Orchid Theatre de Chicago.

## Voix francophones
Christian Stolte est doublé en français par les acteurs suivants : 
Chicago Fire V.F : Paul Borne 

### Québec
- Frédéric Desager : Public Enemies[2]
- François Godin : Un honnête citoyen[3]

## Récompense
- Jeff citation for Best New Work 1997[4], pour la pièce Canus Lunix Balloonis.